# Rowdy Herrington
Rowdy Herrington (Pittsburgh, 1951) è un regista e sceneggiatore statunitense.
Attualmente residente a Malibù, in California, è sposato e non ha figli.

## Biografia
Rowdy frequentò la Pennsylvania State University dal 1969 al 1973 laureandosi in produzione televisiva. Dopo il college, Rowdy lavorò, per due anni, alla WQED per numerose produzioni, per un totale di quattordici anni in televisione.

## Filmografia parziale

### Regista
- Jack's Back (1988)
- Il duro del Road House (Road House) (1989)
- I gladiatori della strada (Gladiator) (1992)
- Impatto imminente (Striking Distance) (1993)
- Analisi di un delitto (A Murder of Crows) (1998)
- The Stickup - Il colpo perfetto (The Stickup) (2001)
- I Witness - La verità uccide (I Witness) (2003)
- Bobby Jones - Genio del golf (Bobby Jones: Stroke of Genius) (2004)

## Premi e candidature
Nel 1990, Rowdy fu candidato al Razzie Award per il film Il duro del Road House nella categoria registi.